# Sarà perché ti amo
Sarà perché ti amo („Es wird sein, weil ich dich liebe“) ist ein Lied der italienischen Popgruppe Ricchi e Poveri, veröffentlicht im Jahr 1981 als Haupttitel ihres neunten Studioalbums E penso a te.

## Entstehung und Veröffentlichung
Das Lied wurde im Februar 1981 von Baby Records veröffentlicht und hatte seine Livepremiere bei dem 31. Sanremo-Festival 1981. Es erschien später auf dem Album …E penso a te. Geschrieben wurde das Lied von Daniele Pace, Dario Farina und Enzo Ghinazzi.

## Inhalt
Das Lied ist ein klassisches Liebeslied, in dem das lyrische Ich sich fragt, warum es seine Angebetete liebe.

## Rezeption

### Verwendung
Das Lied ist Filmmusik in Das freche Mädchen von Claude Miller mit Charlotte Gainsbourg in der Titelrolle aus dem Jahr 1985. Das Lied ist auf dem Soundtrack des 2003 erschienenen französischen Horrorfilms High Tension enthalten. Außerdem untermalt es eine Bauszene im Film Asterix im Land der Götter.

### Viraler Hit
Seit 1981 wurde das Lied die inoffizielle Hymne des AC Mailand. Die Mannschaft steckte damals in einer schweren Krise, da sie ein Jahr zuvor wegen illegaler Wettgeschäfte einen Zwangsabstieg in die 2. Liga vornehmen musste. 1981 gelang ihnen der erneute Aufstieg in die Serie A. Das Lied wurde immer wieder in den Stadien von den Fans gesungen und läuft vor jedem Heimspiel. 2023 verbreiteten sich Aufnahmen der Fangesänge über TikTok und Instagram, nachdem AC Mailand überraschend in der UEFA Champions League erfolgreich war. Dies wirkte auch über den Fußball hinaus.
Auf Social Media wurde das Lied synonym zur italienischen „Dolce Vita“, dem süßen Leben.
Hinzu kam ein Auftritt von Giovanni Zarrella mit Ricchi e Poveri in dessen Die Giovanni Zarrella Show am 22. Juli 2023, die ebenfalls zur erneuten Popularität beitrug. Dadurch wurde der Song im September/Oktober überraschend zum Wiesn-Hit beim Oktoberfest 2023.

## Kommerzieller Erfolg

### Chartplatzierungen
Für Ricchi e Poveri wurde die Single ihr erster und bislang auch größter Hit. Die Single markierte auch ihren internationalen Durchbruch. Die Single erreichte in Italien 1981 Platz 1 der italienischen Charts, ebenso in Frankreich. Gleichzeitig erreichte sie Chartplatzierungen in den D-A-CH-Ländern, wobei das Lied in Österreich und der Schweiz in den Top 10 der jeweiligen Charts zu finden war und in Westdeutschland Platz 11 erreichte. In Deutschland erreichte es Platz 40 der Jahrescharts und in der Schweiz Platz 11.
Nach dem Social-Media-Hype kehrte das Lied nach über 40 Jahren 2023 in Deutschland in die Charts zurück und erreichte am 10. November 2023 mit Platz 81 seine Höchstplatzierung. In Österreich erreichte das Lied am 25. April 2023 seinen Wiedereinstieg und erreichte als Höchststand Platz 9. Auch in der Schweiz kehrte der Song 2023 in die Hitparade zurück. Am 30. April 2023 erreichte es erstmals wieder die Charts und erreichte mit Platz 49 am 30. Juli 2023 seinen vorläufigen erneuten Höhepunkt.
| ChartsChartplatzierungen | Höchstplatzierung | Wochen |
| ------------------------ | ----------------- | ------ |
| Italien (FIMI)           | 1 (22 Wo.)        | 22     |
| Deutschland (GfK)        | 11 (30 Wo.)       | 30     |
| Österreich (Ö3)          | 7 (… Wo.)         | …      |
| Schweiz (IFPI)           | 2 (59 Wo.)        | 59     |

| ChartsJahrescharts (1981) | Platzierung |
| ------------------------- | ----------- |
| Deutschland (GfK)         | 40          |
| Schweiz (IFPI)            | 11          |

| ChartsJahrescharts (2023) | Platzierung |
| ------------------------- | ----------- |
| Österreich (Ö3)           | 27          |
| Schweiz (IFPI)            | 72          |

| ChartsJahrescharts (2024) | Platzierung |
| ------------------------- | ----------- |
| Österreich (Ö3)           | 45          |

### Auszeichnungen für Musikverkäufe
Die Single verkaufte sich 1981 in Italien 700.000 mal. In Frankreich verkaufte sich die Single 800.000 mal, in Westdeutschland 200.000 mal. Eine Platin-Schallplatte erhielt es in Italien allerdings erst 2023 aufgrund der digitalen Verkäufe.
| Land/Region        | Auszeichnungen für Musikverkäufe (Land/Region, Auszeichnung, Verkäufe) | Verkäufe |
| ------------------ | ---------------------------------------------------------------------- | -------- |
| Deutschland (BVMI) | Gold                                                                   | 250.000  |
| Italien (FIMI)     | 2× Platin                                                              | 200.000  |
| Österreich (IFPI)  | 2× Platin                                                              | 200.000  |
| Insgesamt          | 1× Gold · 4× Platin ·                                                  | 650.000  |

## Coverversionen

### Thalía-Version
2008 veröffentlichte die mexikanische Popsängerin Thalía eine spanischsprachige Version unter dem Titel Será porque te amo. Der Text wurde von Luis Gómez Escolar umgeschrieben und produziert von Emilio Estefan. Es war die zweite Singleauskopplung aus Thalías Album Lunada (2008).

### Weitere Coverversionen
- 1981: Los Abejorros – Será porque te amo (spanisch, Costa Rica)
- 1982: Laban – Hvor ska' vi sove i nat (dänisch)
- 1982: Perikles – Var ska vi sova i natt (schwedisch)[27]
- 1982: Mighty Band – Var ska vi sova i natt (schwedisch)
- 1983: Los Chicos – Será porque te amo (spanisch, Puerto Rico)
- 1985: Alain Jomy – Sarà perchè ti amo (französisch, aus dem Soundtrack zu Das freche Mädchen)[28]
- 1991: Collage – Je m'envole avec toi (französisch, Kanada)
- 2001: Těžkej Pokondr – Hej, volá, volá Sisa (tschechisch)
- 2003: Eu4ya – Sarà perché ti amo (Remix)[29]
- 2003: Maïwenn feat. Cécile de France – Sarà perché ti amo (aus dem Soundtrack zu High Tension)[30]
- 2008: Diana Sorbello – Das ist, weil ich dich liebe (deutsch)[31]
- 2010: Fabrizio – Hei kom iech zeker trök (niederländisch)[32]
- 2011: Ninel Conde – Será porque te amo (spanisch, Mexiko)
- 2018: DJ Matrix & Matt Joe feat. Carolina Márquez – Sarà perché ti amo
- 2022: Philipp Bender x Christina May x Daniel Hahn – Das ist, weil ich dich liebe[33][34]
- 2023: DJ Redblack feat. Stereoact – Sarà perché ti amo (Remix)[8] (#12 der deutschen Single-Trend-Charts am 21. Juni 2024[35])